# Brooks Orpik
Vous lisez un « bon article » labellisé en 2011.
Brooks Orpik (né le 26 septembre 1980 à San Francisco en Californie aux États-Unis) est un joueur professionnel américain de hockey sur glace évoluant au poste de défenseur. Il joue au niveau universitaire avec les Eagles de Boston College et il remporte le titre du championnat universitaire américain en 2001. Il est un choix de premier tour des Penguins de Pittsburgh lors du repêchage d'entrée de la Ligue nationale de hockey en 2000.
En 2008-2009, il fait partie de l'équipe des Penguins de Pittsburgh qui remporte la Coupe Stanley dans la Ligue nationale de hockey. Quelques mois plus tard, il remporte avec l'Équipe des États-Unis la médaille d'argent aux Jeux olympiques d'hiver. Il demeure avec les Penguins jusqu'à la fin de la saison 2013-2014 où il rejoint les Capitals de Washington.

## Biographie

### Son enfance et ses débuts
Fils d'Elizabeth et Rick Orpik, Brooks naît le 26 septembre 1980 à San Francisco en Californie aux États-Unis sept mois après le Miracle sur glace ; ses parents décident alors de lui donner comme prénom Brooks en référence à l’entraîneur de l'équipe américaine, Herb Brooks.
Après avoir grandi à East Amherst, dans l'État de New York, près de Buffalo, il commence sa carrière en jouant au sein de l'école Nichols School puis Thayer Academy en tant que défenseur. En 1998, il rejoint le Boston College et joue dans le championnat universitaire, la National Collegiate Athletic Association en jouant pour les Eagles. Lors de sa première saison avec son équipe, les Eagles remportent le tournoi de la division Hockey East puis perdent la saison suivante en finale.
Lors de la saison 1999-2000, il manque trois matchs avec son équipe universitaire pour jouer avec les États-Unis lors du championnat du monde junior. L'équipe perd en demi-finale contre la République tchèque puis dans le match pour la médaille de bronze contre le Canada. En sept rencontres, il inscrit un but et réalise une passe décisive.
Orpik est choisi par les Penguins de Pittsburgh au premier tour du repêchage d'entrée dans la Ligue nationale de hockey de 2000. Il est alors le dix-huitième joueur choisi lors de la séance, le premier choix des Penguins. Il ne rejoint pas pour autant la franchise de Pittsburgh et joue une troisième saison avec les Eagles dont Brian Gionta est le capitaine. Orpik aide son équipe à remporter une nouvelle fois le tournoi de Hockey East puis le titre de champion national pour l'ensemble de la NCAA. Il reçoit alors le trophée interne du joueur le plus accompli.

### Ses débuts dans la LAH
Lors de la saison 2000-2001, Orpik fait ses débuts professionnels en jouant pour les Penguins de Wilkes-Barre/Scranton, l'équipe affiliée dans la Ligue américaine de hockey à la franchise de Pittsburgh. L'équipe termine à la dernière place de sa division, non qualifiée pour les séries éliminatoires. Lors de la saison suivante, il passe le plus clair de son temps avec l'équipe de la LAH mais fait tout de même ses débuts dans la LNH au cours de la 2002-2003. Il joue sa première saison complète dans la LNH en 2003-2004 en participant à 79 rencontres ; il reçoit 127 minutes de pénalités, le plus haut total pour un joueur de l'équipe. En février 2004, il est sélectionné avec les joueurs recrues pour jouer le 54e Match des étoiles.
Après les 82 matchs de la saison régulière, les Penguins ne sont pas qualifiés pour les séries éliminatoires tandis que l'équipe de Wilkes-Barre/Scranton l'est. Orpik rejoint alors l'équipe de la LAH pour les séries de la Coupe Calder, équipe dirigée par Michel Therrien. L'équipe passe relativement difficilement tous les tours des séries, en remportant ceux-ci en six ou sept matchs à chaque fois. Ils affrontent les Admirals de Milwaukee en finale de la Coupe et sont battus en quatre matchs.

### Première saison dans la LNH puis premières séries

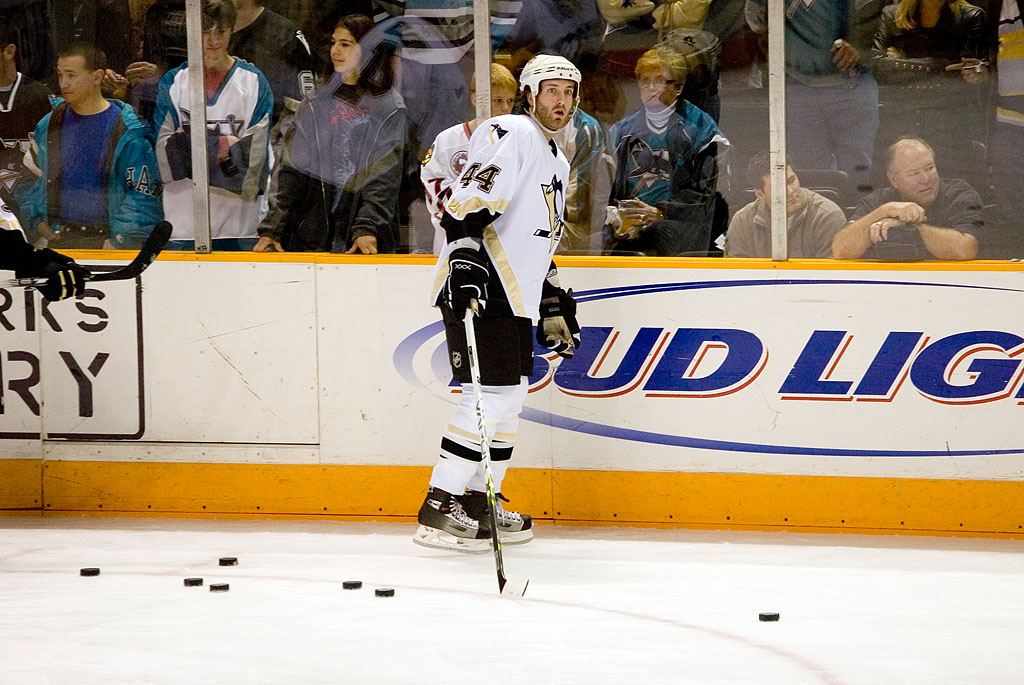
Orpik en novembre 2006.

L'édition 2004-2005 de la LNH est annulée en raison d'un lock-out et Orpik ne joue pas de la saison. En septembre 2005, il signe une prolongation de contrat avec les Penguins avant la saison 2005-2006. La franchise compte dans ses rangs le jeune Sidney Crosby, premier choix du repêchage 2005 et également Sergueï Gontchar, défenseur de métier. Le 4 mars 2006, au cours d'une rencontre entre les Penguins et les Hurricanes de la Caroline, il fait une mise en échec par derrière sur Erik Cole lui écrasant le crâne contre le bord de la patinoire. Orpik reçoit cinq minutes de pénalités pour charge contre la bande – boarding en anglais. Finalement, Cole subit une fracture d'une vertèbre, manque la fin de la saison alors qu'Orpik est suspendu trois matchs pour son geste. À l'issue de la saison, il totalise une nouvelle fois le plus haut total de pénalités de l'équipe alors que cette dernière ne marque que 58 points et finit à l'avant-dernière place au classement final de la LNH.
L'équipe n'étant pas qualifiée pour les séries, il connaît sa première sélection avec l'équipe senior des États-Unis pour jouer le championnat du monde qui se joue à Riga en Lettonie. Les États-Unis terminent deuxièmes de leur poule derrière les Canadiens menés par Crosby ; les Américains se classent troisièmes de la deuxième phase puis perdent en quart de finale. Ils sont éliminés de la compétition par un blanchissage 6-0 par la Suède.
Le 23 juillet 2006, il signe une nouvelle prolongation de contrat pour deux ans avec les Penguins. Au début de la saison 2006-2007, l'équipe de Pittsburgh voit arriver de nouveaux joueurs dans l'effectif dont les choix de premiers tours de l'équipe : Ievgueni Malkine, choisit en 2004 et Jordan Staal en 2006. Les Penguins parviennent pour la première fois aux séries éliminatoires depuis 2001 mais ils perdent au premier tour contre les Sénateurs d'Ottawa 4 matchs à 1 alors qu'Ottawa atteint par la suite la finale de la Coupe Stanley. Orpik est le deuxième joueur le plus pénalisé lors de la saison régulière avec 82 minutes alors que l'ailier droit, Jarkko Ruutu, agitateur en compte 127.

### Première finale des séries

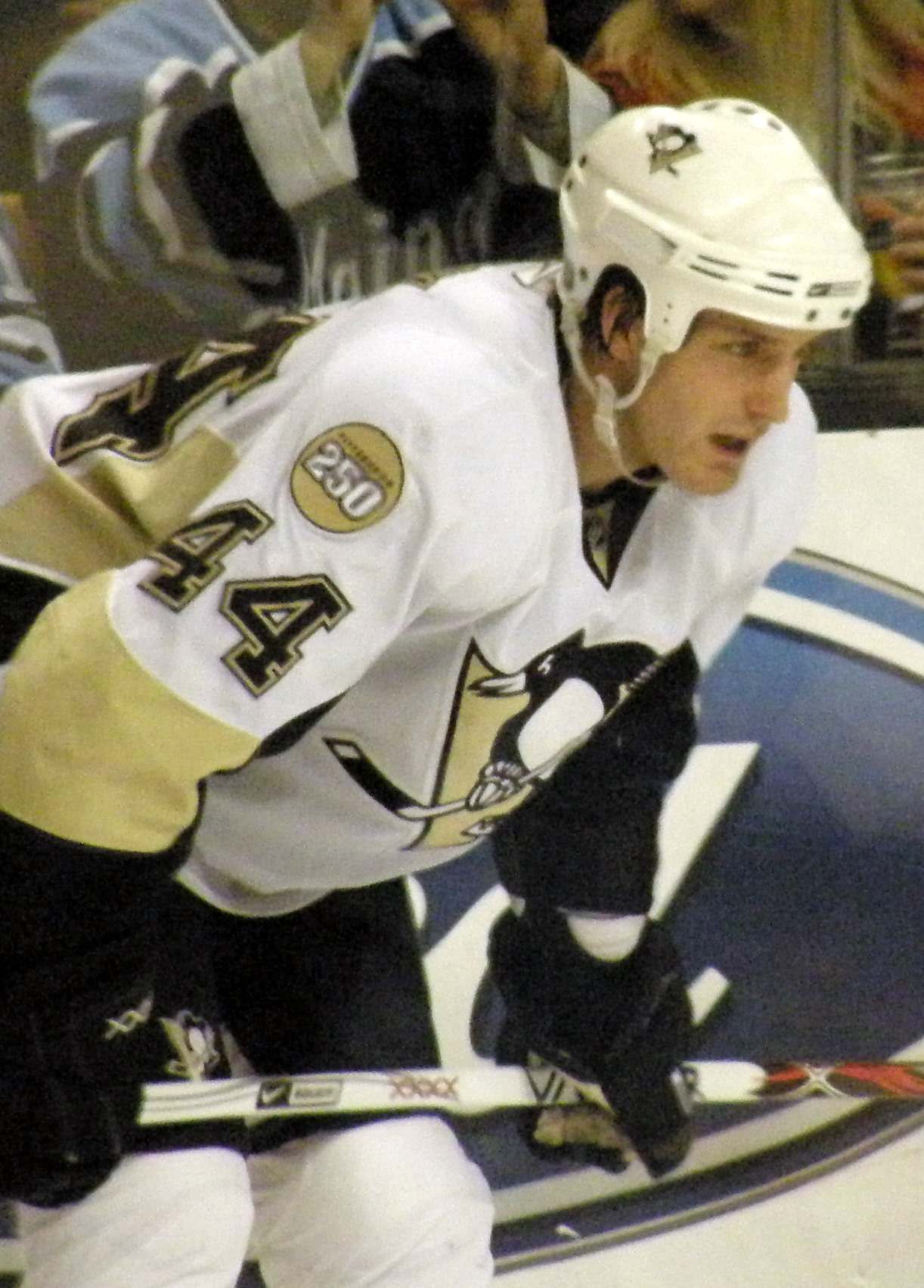
Orpik en mars 2008.

Le 31 mai 2007, Crosby est nommé capitaine de l'équipe mais il rate une trentaine de rencontres sur blessures au cours de la saison 2007-2008 et l'équipe compte alors sur Malkine pour prendre le relais et mener les Penguins. Comme souvent, Orpik n'inscrit que peu de points lors de la saison – onze au total dont un seul but – mais il aide grandement son équipe par son jeu physique et en bloquant les tirs adverses. Ainsi, à deux reprises, il effectue neuf mises en échec lors d'un seul match et totalise deux cent trente-neuf mises en échec à la fin de la saison. L'équipe se qualifie une nouvelle fois pour les séries en décrochant la première place de la division Atlantique alors que Malkine est le meilleur pointeur de l'équipe avec six points de moins que le total de cent douze d'Aleksandr Ovetchkine, joueur des Capitals de Washington et meilleur pointeur de la ligue.
Les Penguins parviennent en finale de la Coupe Stanley en battant tour à tour les Sénateurs, 4 matchs 0, les Rangers de New York, 4-1 et enfin les Flyers de Philadelphie, également en cinq matchs. Ils rencontrent en finale de la Coupe les Red Wings de Détroit, champions de la saison régulière. Les deux premiers matchs sont joués à Détroit et Chris Osgood blanchit à deux reprises les Penguins 4-0 et 3-0. Pittsburgh reprend espoir en gagnant la troisième rencontre 3-2 avec deux buts de Crosby mais ils concèdent la défaite lors de la quatrième date. Lors du cinquième match, trois prolongations sont nécessaires et un but de Petr Sýkora pour voir les Penguins l'emporter. Finalement, les Red Wings l'emportent lors du sixième match sur la glace de Pittsburgh et remportent leur onzième Coupe Stanley. Orpik inscrit les quatre premiers points de sa carrière dans les séries éliminatoires et est le joueur qui réalise le plus de mises en échec, avec un total de 102.

### La Coupe Stanley

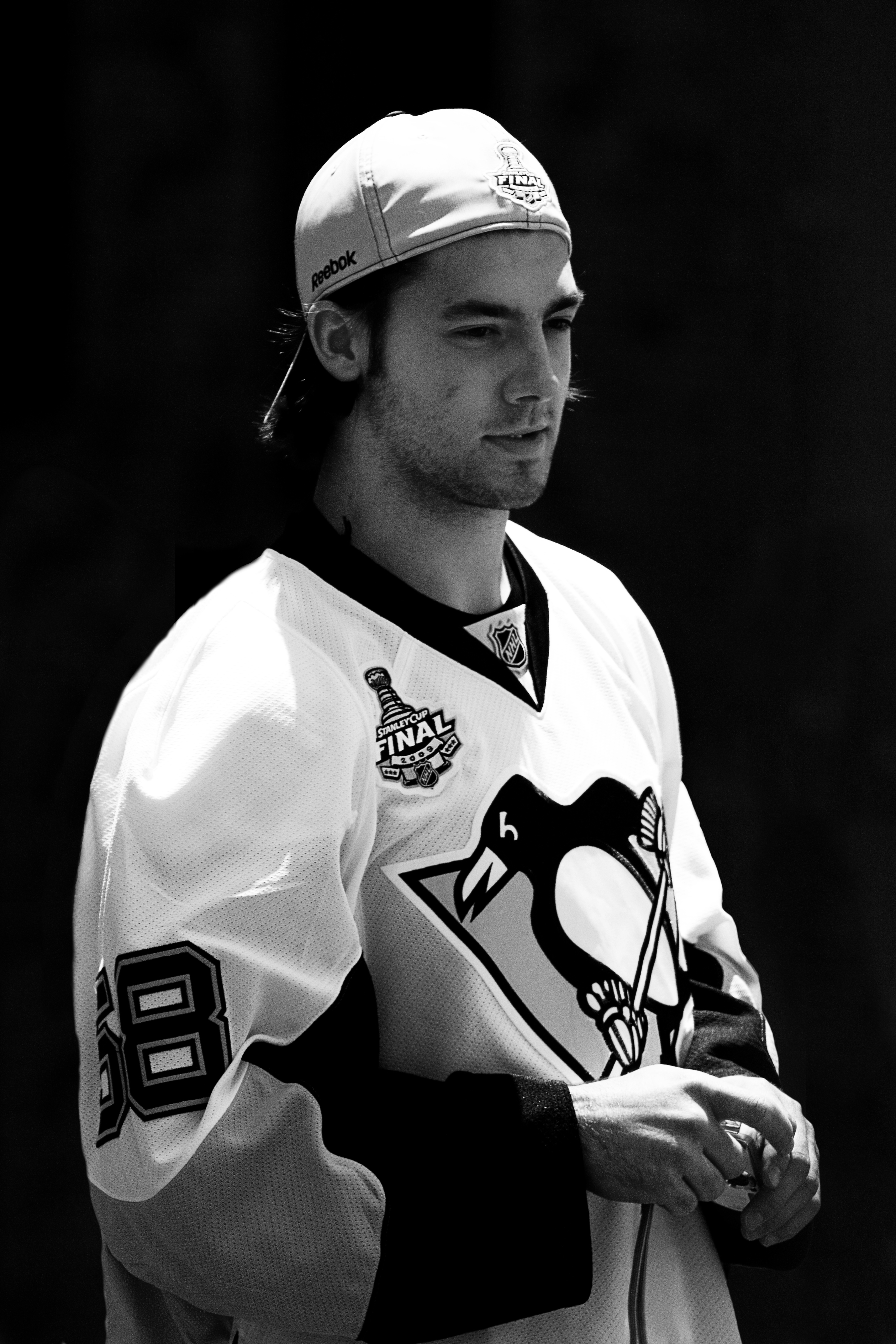
Depuis 2007-2008, Kristopher Letang est un des défenseurs important des Penguins aux côtés d'Orpik.

Au cours de l'intersaison, Orpik est approché par Ray Shero, le directeur-général des Penguins qui cherche à solidifier son équipe sur le long terme en faisant signer des contrats de longue durée aux principaux joueurs ; finalement, le 2 juillet 2008, ils signent ensemble une extension de contrat liant Orpik et l'équipe de la Pennsylvanie pour six nouvelles saisons. Lors de la préparation de la saison 2008-2009, le défenseur numéro un de l'équipe, Gontchar, se fait opérer de l'épaule, blessure contractée la saison passée lors d'un match de la finale de la Coupe Stanley et mal soignée. Il est annoncé qu'il manquera entre quatre et six mois de la saison. Pour pallier l'absence de Gontchar, l'entraîneur de l'équipe, Michel Therrien décide alors de mettre en place un système d'assistant-capitaine par rotation et Malkine et Orpik sont désignés pour porter le A sur leur maillot pour le premier mois,.
Le 11 octobre, lors de la première rencontre à domicile du calendrier, il joue le trois-centième match de sa carrière dans la LNH, une défaite 2-1. Au mois de février, Gontchar n'est toujours pas revenu et Therrien décide de nommer Malkine assistant de Crosby jusqu'à la fin de la saison et Orpik en intérim jusqu'au retour du défenseur russe qui revient finalement au jeu le 14 février 2009. Le lendemain, Therrien et son adjoint, André Savard, sont congédiés ; l'entraîneur de Wilkes-Barre/Scranton, Dan Bylsma, est appelé pour remplacer Therrien tandis que les Penguins pointent à la dixième place de l'association et ne sont pas qualifiés pour les séries. Une fois encore, Orpik aide son équipe par son jeu défensif avec cette saison le deuxième total de la LNH pour le nombre de mises en échec. À la fin de la phase régulière, les Penguins sont classés à la deuxième place de la division derrière les Devils du New Jersey avec sept points de retard, quatrième au total de l'association.

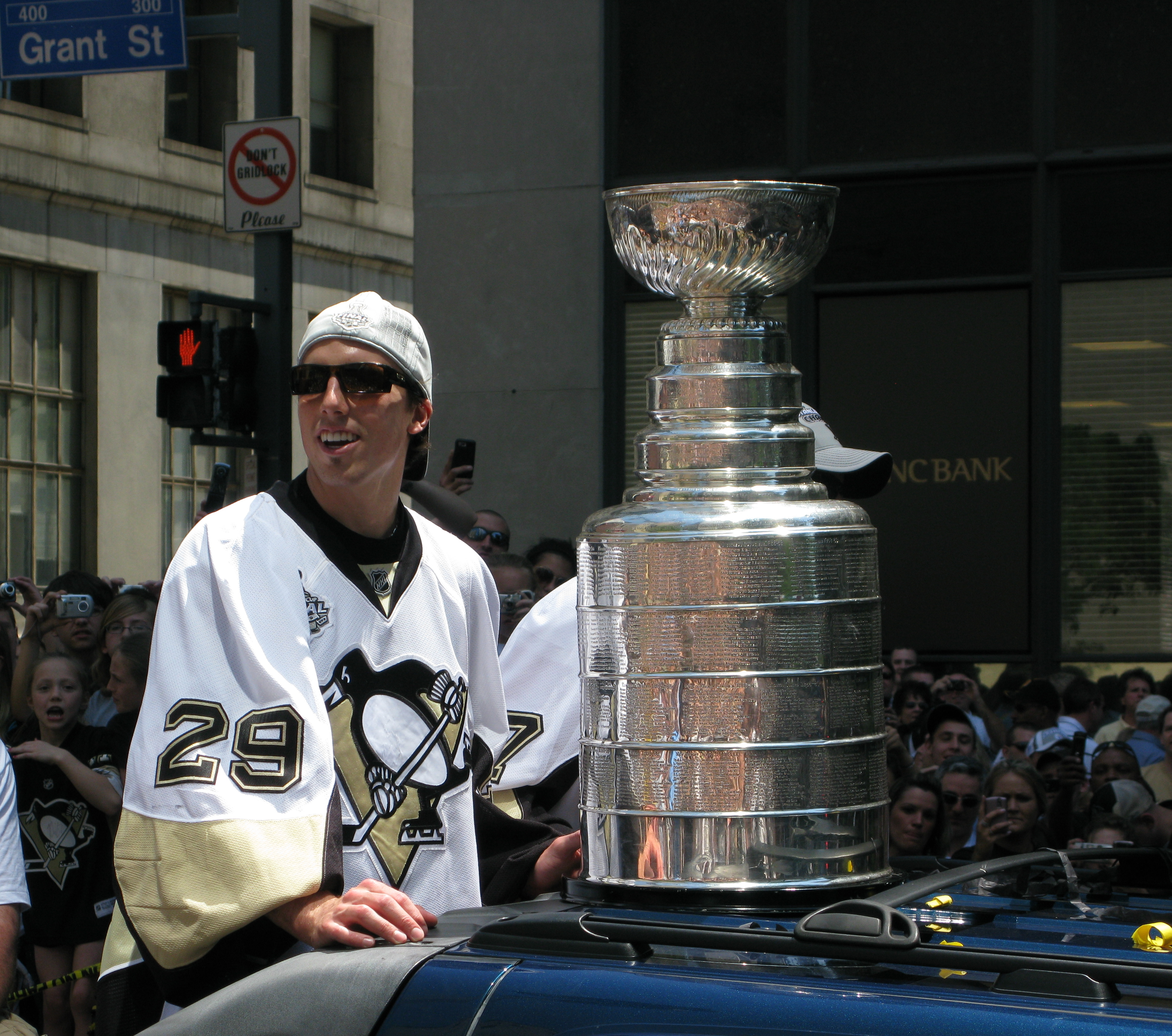
Marc-André Fleury, gardien des Penguins depuis 2003, aide l'équipe 2008-2009 à remporter la Coupe Stanley.

En séries, les Penguins éliminent au premier tour les Flyers en six matchs alors que lors du dernier match ils sont menés au score 3-0 avant de revenir au jeu, le réveil étant sonné par un combat entre Maxime Talbot des Penguins et Dan Carcillo des Flyers. Au tour suivant, Orpik et ses coéquipiers affrontent les Capitals de Washington emmenés par Ovetchkine. La série se prolonge jusqu'au septième match grâce à notamment une prestation de Semion Varlamov dans les buts des Capitals ainsi qu'aux talents offensifs de Crosby et Ovetchkine ; le septième match décisif a lieu dans la salle de Washington et après 31 minutes de jeu, les Penguins mènent déjà 5-0. Ils remportent le match et la qualification sur le score de 6 buts à 2.
La finale d'association est jouée contre les Hurricanes de la Caroline mais ces derniers perdent totalement pied en étant éliminés en quatre matchs. Contrairement à la saison précédente et à la superstition de la LNH, Crosby en accord avec le vétéran Bill Guerin décide de toucher le trophée Prince de Galles remis au champion de l'association. Les Penguins retrouvent les champions en titre en finale de la Coupe Stanley, les Red Wings de Détroit. Après les deux premières rencontres et deux défaites de Pittsburgh 1-3, la finale semble prendre le même chemin que la saison passée mais les Penguins gagnent les deux matchs chez eux 4-2. Osgood blanchit les Penguins lors de la cinquième date, 5-0, puis Pittsburgh gagne 2-1 le sixième match. La finale se joue donc au terme d'un septième match disputé à Détroit le 12 juin et Orpik soulève la Coupe Stanley à la suite d'une victoire 2-1 des siens grâce à un doublé de Talbot. Avec cent douze mises en échec, Orpik est le joueur le plus robuste des séries et bloque également cinquante-et-un tirs, pour la deuxième place des joueurs au cours des séries.

### Les Jeux olympiques de 2010

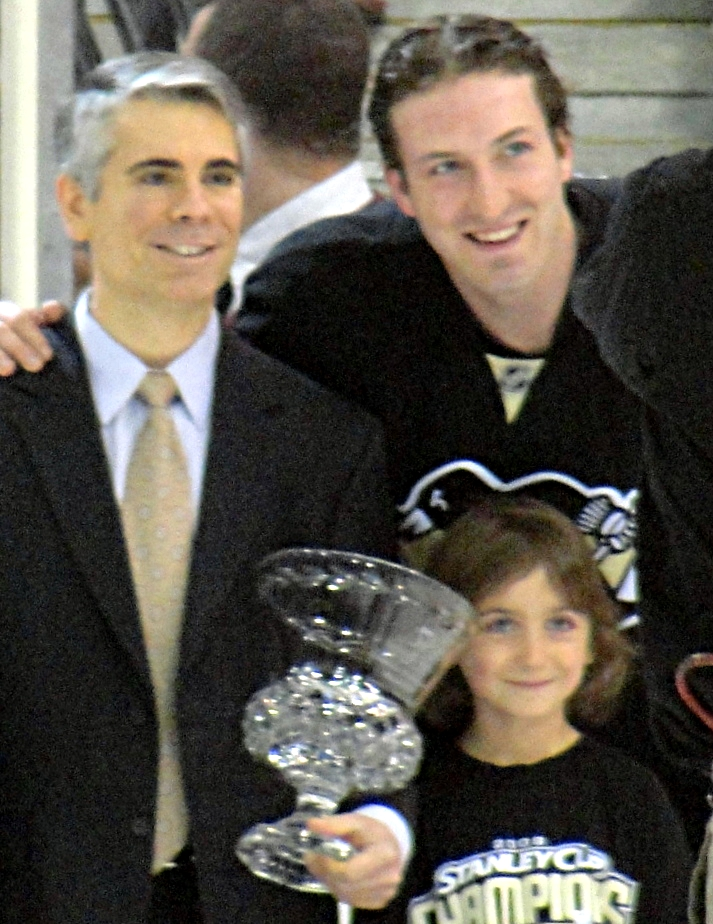
Orpik avec le trophée des Penguins du meilleur joueur défensif.

Comme tous les joueurs champions de la Coupe Stanley, Orpik a droit à une journée entière pour profiter du trophée ; ainsi le 19 juillet 2009, il accueille la Coupe Stanley dans la ville de Cohasset, dans le Massachusetts, où vivent ses parents. Il emmène ensuite la Coupe dans son université où il signe pendant trois heures des autographes pour tous les fans qui le souhaitent. Orpik et les joueurs des Penguins rencontrent le Président des États-Unis Barack Obama le 10 septembre 2009 à la Maison-Blanche avant d'attaquer la saison 2009-2010.
Le 30 novembre 2009, Orpik joue son quatre-centième match dans la LNH lors d'une victoire 5-2 contre les Rangers de New York puis le 1er janvier il est choisi par Brian Burke pour représenter les États-Unis aux Jeux olympiques d'hiver de 2010 qui se jouent à Vancouver au Canada,. Les Américains remportent les trois rencontres du premier tour, y compris le match contre les Canadiens puis ils passent tous les tours des play-offs pour jouer la finale olympique contre cette équipe du Canada. Les deux équipes sont à égalité deux buts partout à la fin du temps réglementaire, Jonathan Toews et Corey Perry ayant marqué pour le Canada contre Ryan Kesler et Zach Parisé pour les Américains. Les deux équipes jouent les prolongations mais au bout de sept minutes, Crosby récupère une passe de Jarome Iginla et réussit à tromper le portier américain, Ryan Miller, entre ses jambières pour offrir au Canada la huitième médaille d'or au hockey et la quatorzième médaille d'or des Jeux de 2010,. Malgré la défaite en finale, Orpik revient des Jeux avec de très bons souvenirs et une médaille d'argent.
Les Penguins retournent à la compétition à la suite des Jeux début mars ; un mois plus tard, ils terminent à la deuxième place de la division et sont qualifiés pour les séries de la Coupe. Ils rencontrent une nouvelle fois les Sénateurs lors du premier tour et en viennent à bout en six matchs, mais au cours du deuxième tour, ils sont éliminés en sept matchs par les Canadiens de Montréal.

### Les dernières saisons avec les Penguins
La saison 2010-2011 des Penguins est gâchée par les blessures des joueurs de l'équipe. Ainsi Orpik manque un mois de compétition, puis Jordan Staal rate tout le début de la saison ; quand il revient au jeu en janvier, c'est au tour de Crosby puis de Malkine d'être blessés. Ils manquent tous les deux la fin de saison mais malgré tout, Crosby finit meilleur pointeur de l'équipe avec soixante-six points. En février, Orpik devient le troisième défenseur de l'équipe à jouer son cinq-centième match de carrière sous le maillot de l'équipe. Deuxième de la division Atlantique, l'équipe de Pittsburgh perd au premier tour en sept rencontres contre le Lightning de Tampa Bay.
Au début de la saison suivante, Orpik inscrit le centième point de sa carrière dans la LNH, le 17 décembre 2011. À la fin de la saison, les Penguins se qualifient une nouvelle fois pour les séries mais ils sont éliminés au premier tour des séries en perdant 4-2 contre les Flyers de Philadelphie. Les débuts de la saison 2012-2013 sont repoussés en raison d'une grève des joueurs et le calendrier ne compte finalement que 48 rencontres. Orpik n'en manque que deux et même si les Penguins sont une nouvelle fois qualifiés pour les séries, ils perdent en finale d'Association contre les Bruins de Boston quatre rencontres à zéro. D'un point de vue personnel, Orpik manque les trois premières rencontres des séries éliminatoires de la Coupe Stanley 2013 contre les Islanders ; cette absence met fin à une série de 75 matchs joués en séries sans interruption pour le défenseur californien.
Au cours de la saison 2013-2014, Orpik participe pour la deuxième fois de sa carrière aux Jeux olympiques. Les États-Unis se classent premiers de leur groupe avant d'être éliminés en demi-finale par le Canada sur le score de 1-0. Les Américains perdent également le match pour la médaille d'or en étant malmenés 5-0 par les Finlandais. Le 2 avril 2013, Orpik joue le 622e match de sa carrière sous les couleurs de Pittsburgh, le plus haut total pour un défenseur dans l'histoire de la franchise. L'équipe des Penguins se classe première de la division Métropolitaine avec 109 points à la fin de la saison 2013-2014 ; il s'agit du deuxième meilleur total de points de l'histoire de l'équipe après les 119 points obtenus en 1992-1993. Ils sont cependant éliminés en demi-finale des séries par les Rangers de New York en sept dates.

### Avec les Capitals de Washington

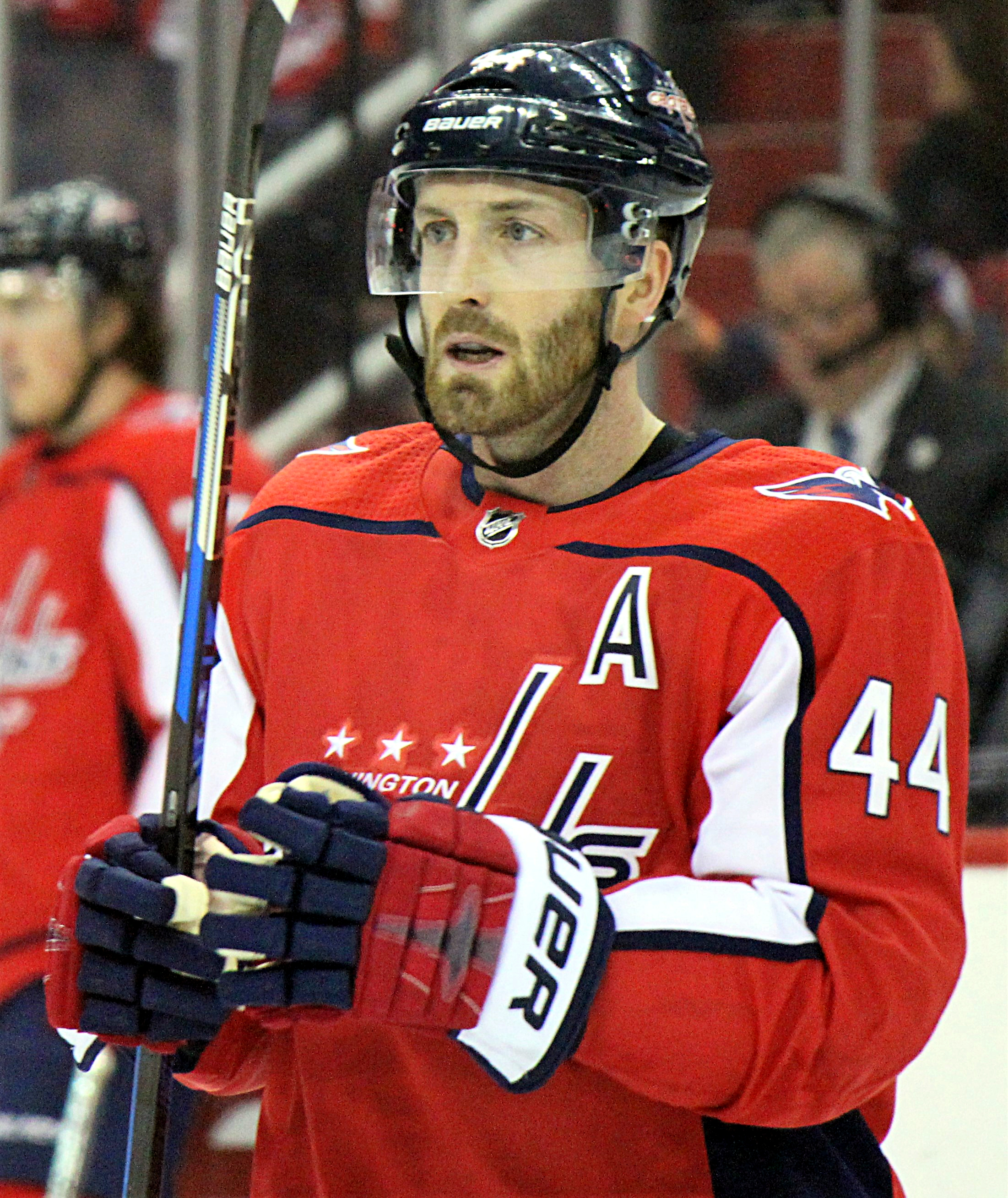
Orpik avec les Capitals en février 2018.

Le 1er juillet 2014, il signe avec les Capitals de Washington un contrat de cinq saisons pour un montant de 27,5 millions de dollars. Il joue 78 matchs lors de sa première saison avec sa nouvelle équipe et ajoute 19 assistances. Les Capitals se qualifient avec la deuxième place de la division Métropolitaine, mais s'inclinent au deuxième tour des séries face aux Rangers de New York.
La saison suivante, Orpik manque une moitié de saison à cause d'une blessure au bas du corps. Blessé depuis le 10 novembre, il revient au jeu le 16 février après avoir manqué 40 parties. Son équipe se qualifie avec la première place de toute la ligue (120 points). Orpik se blesse toutefois lors du premier tour face aux Flyers de Philadelphie et manque les trois derniers matchs de la série. Son équipe ayant éliminée les Flyers, il revient à temps pour le premier match au deuxième tour contre son ancienne équipe, les Penguins. Lors du deuxième match, il livre une mise en échec tardive sur Olli Määttä au niveau de la tête et se voit suspendu pour trois parties. Les Capitals sont toutefois éliminées en six matchs par les Penguins, au retour au jeu de Orpik.
Lors de la saison 2016-2017, il joue 79 matchs, pour 14 assistances, et les Capitals sont une nouvelle fois les meneurs de la ligue lors de la saison régulière. L'histoire se répète toutefois pour les Capitals, qui sont de nouveau éliminés par les Penguins au deuxième tour.
En 2018, il est le candidat des Capitals pour l'obtention du trophée King-Clancy, remis au joueur ayant démontré le meilleur exemple de leadership et ayant le plus contribué à la société, mais il ne figure finalement pas parmi les finalistes, les frères Daniel et Henrik Sedin, Jason Zucker et P.K. Subban ayant été préférés. Qualifiés pour les séries éliminatoires, il aide son équipe à atteindre la finale de la Coupe Stanley après avoir éliminé tour à tour les Blue Jackets de Columbus, les Penguins de Pittsburgh et le Lightning de Tampa Bay pour affronter les Golden Knights de Vegas en finale. Il marque le but gagnant lors du deuxième match de la finale, qui est par ailleurs son premier but en 220 matchs, son dernier datant du 26 février 2016. Le 7 juin 2018, les Capitals gagnent la Coupe Stanley en battant les Golden Knights en cinq parties, et Orpik gagne la deuxième Coupe de sa carrière.
Le 22 juin 2018, il est échangé à l'Avalanche du Colorado en compagnie de Philipp Grubauer contre un choix de deuxième tour pour le repêchage de 2018, mais son contrat est racheté par l'équipe le lendemain.
Le 24 juillet 2018, il signe un contrat de 1 an avec les Capitals à titre de joueur autonome.
Le 25 juin 2019, il annonce son retrait du hockey professionnel après une carrière de 1035 matchs dans la LNH

## Statistiques

### Statistiques en club
| Saison     | Équipe                   | Ligue      |       | Saison régulière | Saison régulière | Saison régulière | Saison régulière | Saison régulière |   | Séries éliminatoires | Séries éliminatoires | Séries éliminatoires | Séries éliminatoires | Séries éliminatoires |
| Saison     | Équipe                   | Ligue      | PJ    | B                | A                | Pts              | Pun              | PJ               | B | A                    | Pts                  | Pun                  |                      |                      |
| 1996-1997  | Thayer Academy           | High S.    | 20    | 4                | 1                | 5                | -                |                  |   |                      |                      |                      |                      |                      |
| 1997-1998  | Thayer Academy           | High S.    | 22    | 0                | 7                | 7                | -                |                  |   |                      |                      |                      |                      |                      |
| 1998-1999  | Eagles de Boston College | NCAA       | 41    | 1                | 10               | 11               | 96               |                  |   |                      |                      |                      |                      |                      |
| 1999-2000  | Eagles de Boston College | NCAA       | 38    | 1                | 9                | 10               | 104              |                  |   |                      |                      |                      |                      |                      |
| 2000-2001  | Eagles de Boston College | NCAA       | 40    | 0                | 20               | 20               | 124              |                  |   |                      |                      |                      |                      |                      |
| 2001-2002  | Penguins de WBS          | LAH        | 78    | 2                | 18               | 20               | 99               |                  |   |                      |                      |                      |                      |                      |
| 2002-2003  | Penguins de WBS          | LAH        | 71    | 4                | 14               | 18               | 105              | 6                | 0 | 0                    | 0                    | 14                   |                      |                      |
| 2002-2003  | Penguins de Pittsburgh   | LNH        | 6     | 0                | 0                | 0                | 2                |                  |   |                      |                      |                      |                      |                      |
| 2003-2004  | Penguins de Pittsburgh   | NHL        | 79    | 1                | 9                | 10               | 127              |                  |   |                      |                      |                      |                      |                      |
| 2003-2004  | Penguins de WBS          | LAH        | 3     | 0                | 0                | 0                | 2                | 24               | 0 | 4                    | 4                    | 5                    |                      |                      |
| 2005-2006  | Penguins de Pittsburgh   | LNH        | 64    | 2                | 7                | 9                | 124              |                  |   |                      |                      |                      |                      |                      |
| 2006-2007  | Penguins de Pittsburgh   | LNH        | 70    | 0                | 6                | 6                | 82               | 5                | 0 | 0                    | 0                    | 8                    |                      |                      |
| 2007-2008  | Penguins de Pittsburgh   | LNH        | 78    | 1                | 10               | 11               | 57               | 20               | 0 | 2                    | 2                    | 18                   |                      |                      |
| 2008-2009  | Penguins de Pittsburgh   | LNH        | 79    | 2                | 17               | 19               | 73               | 24               | 0 | 4                    | 4                    | 22                   |                      |                      |
| 2009-2010  | Penguins de Pittsburgh   | LNH        | 73    | 2                | 23               | 25               | 64               | 13               | 0 | 2                    | 2                    | 12                   |                      |                      |
| 2010-2011  | Penguins de Pittsburgh   | LNH        | 63    | 1                | 12               | 13               | 66               | 7                | 0 | 3                    | 3                    | 14                   |                      |                      |
| 2011-2012  | Penguins de Pittsburgh   | LNH        | 73    | 2                | 16               | 18               | 61               | 6                | 0 | 0                    | 0                    | 4                    |                      |                      |
| 2012-2013  | Penguins de Pittsburgh   | LNH        | 46    | 0                | 8                | 8                | 32               | 12               | 1 | 1                    | 2                    | 10                   |                      |                      |
| 2013-2014  | Penguins de Pittsburgh   | LNH        | 72    | 2                | 11               | 13               | 46               | 5                | 1 | 1                    | 2                    | 0                    |                      |                      |
| 2014-2015  | Capitals de Washington   | LNH        | 78    | 0                | 19               | 19               | 66               | 14               | 0 | 2                    | 2                    | 8                    |                      |                      |
| 2015-2016  | Capitals de Washington   | LNH        | 41    | 3                | 7                | 10               | 24               | 6                | 0 | 0                    | 0                    | 10                   |                      |                      |
| 2016-2017  | Capitals de Washington   | LNH        | 79    | 0                | 14               | 14               | 48               | 13               | 0 | 2                    | 2                    | 11                   |                      |                      |
| 2017-2018  | Capitals de Washington   | LNH        | 81    | 0                | 10               | 10               | 68               | 24               | 1 | 4                    | 5                    | 15                   |                      |                      |
| 2018-2019  | Capitals de Washington   | LNH        | 53    | 2                | 7                | 9                | 32               | 7                | 1 | 1                    | 2                    | 0                    |                      |                      |
| Totaux LNH | Totaux LNH               | Totaux LNH | 1 035 | 18               | 176              | 194              | 972              | 156              | 4 | 22                   | 26                   | 132                  |                      |                      |

### Statistiques en équipe nationale
| Année | Équipe         | Compétition                 |   | PJ | B | A | Pts | Pun               |  | Résultat |
| 2000  | États-Unis U20 | Championnat du monde junior | 7 | 1  | 1 | 2 | 6   | 4e place          |  |          |
| 2006  | États-Unis     | Championnat du monde        | 7 | 0  | 0 | 0 | 10  | 7e place          |  |          |
| 2010  | États-Unis     | Jeux olympiques             | 6 | 0  | 0 | 0 | 0   | Médaille d'argent |  |          |
| 2014  | États-Unis     | Jeux olympiques             | 6 | 0  | 0 | 0 | 2   | 4e place          |  |          |

## Trophées et honneurs personnels

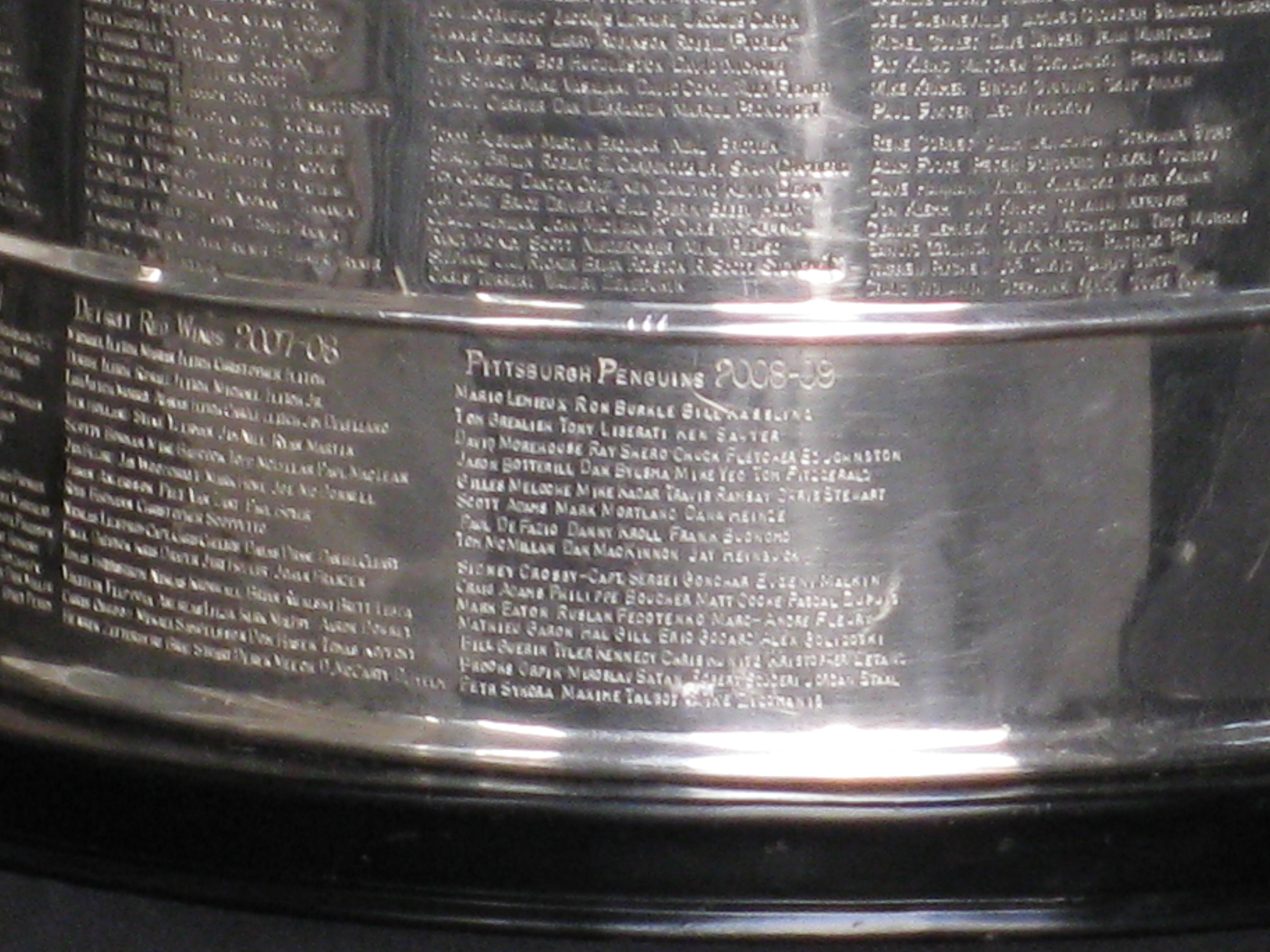
La Coupe Stanley et l'effectif des Penguins 2008-2009 gravé.

### Championnat NCAA et Hockey East
- 1998-1999 : champion de Hockey East.
- 2000-2001 :
  - Champion de la division Hockey East ;
  - Champion de la NCAA.

### Ligue nationale de hockey
- 2000 : premier choix des Penguins lors du repêchage d'entrée dans la LNH, 18e choix au total.
- 2003-2004 : joue le 54e Match des étoiles avec les recrues.
- 2008-2009 : champion de la Coupe Stanley.
- 2017-2018 : champion de la Coupe Stanley.

### Trophées internes aux équipes
- 2000-2001 :  James E. Tiernan Memorial Award, trophée des Eagles de Boston College pour le joueur le plus accompli de l'équipe.
- 2003-2004 : "Baz" Bastien Memorial - Good Guy Award, trophée des Penguins de Pittsburgh pour le joueur le plus disponible pour la presse.
- 2008-2009 : "Baz" Bastien Memorial - Good Guy Award.
- 2009-2010 : meilleur défenseur des Penguins.
- 2010-2011
  - meilleur joueur selon les autres joueurs
  - meilleur défenseur des Penguins[75].
- 2011-2012
  - meilleur joueur selon les autres joueurs
  - meilleur défenseur des Penguins avec Marc-André Fleury[76]
- 2012-2013
  - meilleur joueur selon les autres joueurs[77]